# TRACES (organisation)
Pour les articles homonymes, voir Trace.
TRACES (Trade Control and Expert System) est un réseau vétérinaire sanitaire de certification et de notification basé sur internet sous la responsabilité de la Commission européenne dans le cadre du premier pilier de l'Union européenne.
Ce réseau assure la traçabilité et le contrôle de l'ensemble des produits d'origine animale et des animaux vivants lors de leurs mouvements et importations en Europe.

## Historique
Depuis la fin du XIXe siècle, avec l'avènement de la médecine vétérinaire moderne et le développement de l'hygiène alimentaire les états ont progressivement mis en place, en parallèle des structures douanières, des structures sanitaires vétérinaires aux frontières : les postes d'inspection frontaliers ou PIF pour garantir la sûreté des marchandises d'origine animale et pour prévenir la survenue d'épizooties et de zoonoses lors d'importations d'animaux vivants.
Avec le développement de la bureautique et des réseaux informatiques dans les années 1980, de nombreux pays ont engagé une réflexion sur les procédés informatiques de certification sanitaires et vétérinaires. 
Dans les années 1990, dans le cadre du premier pilier, l'Union européenne étudie la faisabilité  de réseaux informatiques à l'échelle de l'Union pour répondre au double impératif d'approfondissement du marché unique et de la protection des consommateurs.
Le réseau TRACES s'est mis en place en avril 2004 en remplacement des anciens réseaux ANIMO et SHIFT.

## Définition
Il s'agit d'un réseau vétérinaire sanitaire de contrôle des mouvements, importations et exportations d'animaux et produits animaux en Europe. C'est la « Direction Générale de la santé et consommateurs »Direction D, unité D1, secteur TRACES, qui est chargée de son fonctionnement.
TRACES signifie « TRAde Control and Expert System » acronyme qui met en exergue la notion de traçabilité qui est au cœur du système et désormais un élément essentiel de la sécurité alimentaire. L'acte de naissance de ce réseau est la décision de la Commission 2003/623/CE.
Il est à noter que cette décision fait référence de façon explicite au réseau internet dans l'alinéa 3 des considérants qui reprend la directive 1999/93/CE du parlement européen et du Conseil « ...à assurer la sécurité et la confiance dans les communications électroniques et facilite leur utilisation par les administrations nationales et communautaires, entre elles ainsi qu'avec les citoyens et les opérateurs économiques ».
Dans l'esprit de cette directive, TRACES structure en réseau, via Internet, les autorités sanitaires vétérinaires des états-membres et des pays tiers participants au niveau des administrations centrales ou des unités d'inspection décentralisés (comme les postes d'inspections frontaliers) et les opérateurs économiques.
TRACES est un réseau multilingues qui utilise toutes les langues de l'UE. Il reprend de façon électronique les certificats sanitaires qui accompagnent les mouvements d'animaux ou de produits animaux : les DVCE ou document vétérinaire commun d'entrée qui sont définis par la décision 2003/279/CE de la Commission du 15 avril 2003 pour les produits et par le règlement 2004/282/CE de la Commission du 18 février 2004 pour les DVCE pour les animaux.
TRACES  permet de notifier c'est-à-dire de prévenir depuis le point de départ, par un message électronique, le point d'arrivée et les points de passages concernées de l'arrivée de marchandises ou d'animaux vivants. Chaque point de passage notifie également aux autres intervenants concernés, ce qui rend le système interactif. Il reprend également des fonctionnalités du système SHIFT  et notamment la mise à disposition de la législation européenne pertinente, la gestion des listes d'établissements agréés à l'importation dans l'UE  et une mise en mémoire des lots rejetés pour éviter une représentation frauduleuse à un autre point de passage.
Les opérateurs économiques peuvent initier de façon électronique la première partie des certificats ce qui lance le processus de certification indispensable pour l'importation de marchandises ou d'animaux dans l'Union. Si les institutions européennes ont mis en œuvre avec retard l'arrivée d'internet dans leurs outils professionnels, il semble qu'avec TRACES la Commission anticipe et prépare l'avènement de la certification électronique et du « zéro papier ».

## Précédents
Avant la mise en œuvre de TRACES, il y a déjà eu plusieurs tentatives par l'UE de mise en réseau informatique des systèmes de gestion sanitaire des échanges d'animaux et marchandises d'origine animale.

### Le réseau ANIMO
ANIMO est l'acronyme d'ANImal MOvement system, système de suivi informatique des mouvements d'animaux. (le réseau SHIFT sera plus particulièrement orienté sur les produits d'origine animale).
La directive du Conseil 90/425/CEE  du 26 juin 1990 relative aux contrôles vétérinaires et zootechniques applicables dans les échanges intracommunautaires de certains animaux vivants et produits dans la perspective de la réalisation du marché intérieur stipule, Art 20, alinéa 1 :
- « La Commission met en place, selon la procédure prévue à l'article 18, un système informatisé de liaison entre autorités vétérinaires, en vue notamment de faciliter les échanges d'information entre les autorités compétentes des régions où a été délivré un certificat ou document sanitaires accompagnant les animaux et produits d'origine animale et les autorités compétentes de l'État membre de destination ».

La directive du Conseil 91/496/CEE  du 15 juillet 1991 fixe les principes relatifs à l’organisation des contrôles vétérinaires pour les animaux en provenance des pays tiers introduits dans la Communauté et modifiant les directives 89/662/CEE, 90/425/CEE et 90/675/CEE (JO L 268 du 24.9.1991).
La directive 97/78/CE du Conseil du 18 décembre 1997 fixe les principes relatifs à l'organisation des contrôles vétérinaires pour les produits en provenance des pays tiers introduits dans la Communauté.
À la suite de ces directives du Conseil, la Commission met en place au début des années 1990 le système informatique ANIMO défini à travers plusieurs directives et décisions (de la Commission dans ce cas N.B.). Décision de la Commission 91/398/CEE du 19 juillet 1991, relative à un réseau informatisé de liaison entre autorités vétérinaires (ANIMO). La Commission publie un appel d'offres en décembre 1991, par décision de la Commission 91/638/CEE du 3 décembre 1991, relative à la désignation d'un centre serveur commun au réseau informatisé ANIMO.
- La décision de la Commission 92/373/CEE[12] du 2 juillet 1992 désigne le centre serveur Animo, Article premier : « Le centre serveur de la société Eurokom, avenue de la Joyeuse Entrée 1, B-1050 Bruxelles, est désigné comme centre serveur commun au réseau informatisé Animo ».
- La décision de la Commission 92/486/CEE[13] du 25 septembre 1992, fixe les modalités de la collaboration entre le centre serveur Animo et les États membres.
- La décision de la Commission 93/70/CEE[14] du 21 décembre 1992 précise la codification du message Animo. Cette codification était différente du code de nomenclature utilisé actuellement par le système TRACES qui est en pratique le code de nomenclature de l'Organisation Mondiale des Douanes.
- Enfin la décision de la Commission 2002/459/CE[15] du 4 juin 2002 fixe la liste des unités du réseau informatisé ANIMO et abroge la décision 2000/287/CE.

Le réseau ANIMO était utilisé par les états membres de l'époque ainsi que la Suisse, la Norvège, l'Islande, les principautés d'Andorre et de Saint-Marin ainsi que la Slovénie, Malte et Chypre. Mais Animo ne faisait qu'envoyer un message de l'unité vétérinaire sanitaire du point de départ à celle du point d'arrivée et envoyait de façon annexe un message aux états membres traversés. En cela le système manquait d'interactivité et n'était au mieux qu'une messagerie sécurisée entre autorités vétérinaires des états membres.
Il faut se souvenir qu'à l'époque Internet n'existait pas dans sa forme populaire actuelle et que la notion de réseau interactif n'était pas entrée dans les habitudes des professionnels et du grand public, éléments qui semblent évidents aujourd'hui. Aspect positif, il permettait de retracer l'origine des animaux ou des marchandises en cas de problème et de prévenir les vétérinaires sanitaires du pays destinataire de l'arrivée de marchandises ou d'animaux nécessitant un contrôle pour autant que les données aient été rentrées dans le système ce qui n'était pas toujours le cas...
Il manquait notamment au système une base de données sur la législation en cours s'appliquant aux importations en provenance de pays tiers ce qui pouvait s'avérer problématique. Dans le cas d'un refus d'entrée d'un lot alors que la nouvelle législation venait  justement de l'autoriser l'importateur se trouvait injustement pénalisé. À l'inverse l'entrée abusive d'animaux récemment interdits posait un problème de santé animale. 
Attention, le système ANIMO ne traitait que les mouvements d'animaux vivants tandis que le système SHIFT gérait les marchandises d'origine animale.
Le système ne gardait pas en mémoires les marchandises ou animaux refoulés, ce qui fait qu'un lot refusé à l'entrée dans l'UE à un poste d'inspection frontalier pouvait être représenté à un autre poste d'inspection frontalier. Enfin ANIMO n'enregistrait pas les statistiques liées aux mouvements des marchandises et des animaux.
Pour ces raisons et parce qu'ANIMO ne gérait que les mouvements d'animaux la Commission développa un autre réseau informatique dédié aux importations de produits animaux aux frontières de l'UE : le réseau SHIFT.

### Le réseau SHIFT
SHIFT est l'acronyme de System to assist with the Health controls of Import of items of veterinary concern at Frontier inspection posts from Third countries soit système d'assistance au point d'inspection frontalier des contrôles de santé des importations de pays tiers de produits d'origine animale. 
La nécessité de développer le réseau SHIFT est exprimée dans la décision 88/192/CEE du Conseil du 28 mars 1988.
Article premier : « La Commission est chargée d'élaborer un programme de développement de l'informatisation des procédures vétérinaires d'importation (projet Shift) ». 
De façon plus précise la décision 92/438/CEE du Conseil relative à l'informatisation des procédures vétérinaires d'importation (projet SHIFT), modifie les directives 90/675/CEE, 91/496/CEE et 91/628/CEE et la décision 90/424/CEE et abroge la décision 88/192/CEE et redonne à la Commission la responsabilité d'organiser un réseau informatique. Le réseau SHIFT était destiné à l'origine à la gestion informatique des aspects sanitaires des importations d'animaux et de produits animaux en provenance des pays tiers il comprenait trois parties :  
- CIRD SHIFT (CIRD : community import requirement database soit base de données des conditions (légales) d'importation)

Cette base de données devait mettre à disposition des vétérinaires officiels aux postes d'inspection la législation s'appliquant aux importations. Cette partie du système devait également procéder aux contrôles de validité  des données des lots. En pratique la base de données législatives ne pouvait pas être mise à jour en temps réel ce qui constituait un défaut majeur. Enfin le système avait été développé avec MS Access qui n'était pas un logiciel standard de la Commission.
- RCS SHIFT (RCS : rejected consignment system système de gestion des lots refusés)

Cette partie centralisait dans une base de données les informations concernant les animaux et produits animaux refusés aux frontières de façon à empêcher le passage du même lot à un autre point d'inspection frontalier. Ce système a fonctionné comme prototype en Grèce et en Belgique.
- LMS SHIFT (LMS : list management system[6])

Il s'agit d'une base de données contenant la liste des établissements des pays tiers agréés à l'exportation dans l'UE. Cette base de données est mise à jour en fonction de l'évolution de la législation. Cette fonctionnalité a été reprise dans le système TRACES.
Malheureusement le système SHIFT n'a jamais fonctionné qu'à l'état de prototype. Le développement incomplet de ces deux systèmes n'a pas permis de répondre aux objectifs fixés dans le cadre du premier pilier de l'Union: renforcer la sécurité des contrôles sanitaires, spécialement aux frontières de l'UE et participer à la mise en place du marché unique.

### Les raisons d'un échec
Les raisons de l'échec de ces tentatives sont multiples et ne sont pas uniquement imputables aux défauts techniques.
- Les États membres n'étaient peut-être pas encore prêts, dans le domaine sensible des contrôles de santé animale et de santé publique, à déléguer une partie de leur responsabilité. Il ne faut pas oublier que c'est le vétérinaire officiel du poste d'inspection frontalier qui assume la responsabilité de laisser entrer ou non les marchandises.
- La notion de réseau à l'échelle planétaire (ou seulement européenne) n'était pas encore passée dans les mœurs à l'époque (début des années 1990).
- La conscience à l'échelon local des postes d'inspection frontaliers d'être à la fois une structure nationale et européenne était peut-être moins nette qu'actuellement.
- La Commission elle-même attendra le début des années 2000 pour relancer le processus avec des moyens humains et techniques plus importants et surtout en interne.

### Naissance du réseau TRACES
Au début des années 2000 la Commission ne peut que constater l'échec des projets ANIMO et SHIFT qui  seront de peu d'utilité lors de l'épisode de peste porcine classique de la fin des années 1990. La résolution A5-0396/2000 du Parlement européen du 13 décembre 2000, alinéa 23 :
- « ... demande à la Commission de veiller à ce que le système de gestion du mouvement des animaux (ANIMO) soit géré et élaboré entièrement sous le contrôle de la Commission » ; et in cauda venenum alinéa 24 :
- « ... déplore que trois années après qu'a été envisagée une évaluation du système ANIMO, des améliorations n'y aient pas encore été apportées ».

En 2002, à la suite de l'épizootie de fièvre aphteuse de 2001, le Parlement Européen demande de nouveau à la Commission « ...d'adopter rapidement des dispositions afin d'améliorer le système actuel de surveillance du transport des animaux à l'intérieur de l'Union européenne (système « Animo ») ». (rapport A5-0405/2002 point 123).
La décision 2003/24/CE de la Commission du 30 décembre 2002 prévoit que la Commission élaborera le nouveau système informatique et enfin la décision 2003/623/CE du 19 août 2003 concernant le développement d'un système vétérinaire intégré annonce la création du nouveau système TRACES.
Article premier : « Dans le cadre de la mise en place, prévue par la décision 2003/24/CE, de l'architecture unique dénommée TRACES qui intègre les fonctionnalités des systèmes ANIMO et SHIFT, la Commission élabore le nouveau système ANIMO et le met à la disposition des États membres ». 
Cette « mise à disposition » exprime le futur caractère obligatoire du système.
Ce nouveau réseau va intégrer d'emblée les fonctionnalités qui auraient dû fonctionner dans ANIMO et SHIFT (liste non exhaustive) :
- une architecture interactive en réseau basée sur internet, entre les structures d'inspections vétérinaires des états membres (notamment les points d'inspections frontaliers), les autorités vétérinaires centrales des états membres, la Commission européenne  et les structures d'inspections vétérinaires des pays tiers et leurs autorités vétérinaires centrales ;
- un accès à la législation de l'UE ;
- la mémoire des marchandises ou animaux rejetés, ce qui évite leur représentation abusive ;
- la gestion des listes d'établissements agréés[6] à l'importation dans l'UE.

Contrairement à l'ancien réseau ANIMO, le réseau TRACES est développé avec des compétences internes à l'UE sans faire appel à un centre serveur externe. C'est la Direction Générale « Santé et consommateurs » qui est chargée du fonctionnement de TRACES.

## Fonctionnement
TRACES fonctionne dans 22 langues sur les 23 de l'UE ainsi qu'en Chinois, Croates, Islandais, Norvégien et Russe.
TRACES regroupe plusieurs fonctions distinctes : 
Fourniture de certificats
TRACES fonctionne en fournissant sous forme électronique, avec la  possibilité de les imprimer, les certificats sanitaires vétérinaires accompagnant les marchandises ou animaux vivants lors de leur importation et de leurs mouvements dans l'Union européenne. Ces certificats vont suivre les marchandises et animaux, sous forme "papier" et sous forme électronique, tout au long de leur parcours.
- Les certificats d'échanges intracommunautaires, règlement 599/2004 de la Commission[19].
- Les certificats d'importations dans l'Union depuis un pays tiers, décision 2007/240/CE de la Commission[20].
- Les Documents Vétérinaires Communs d'Entrée pour les animaux, règlement 282/2004/CE de la Commission[21], et pour les marchandises, règlement 136/2004/CE de la Commission[22].

Notification
C'est l'échange extemporané d'informations dans l'esprit de la directive du Conseil 90/425/CEE et notamment des articles 4,8,10 et 20.
Art 20, alinéa 1 : « La Commission met en place, selon la procédure prévue à l'article 18, un système informatisé de liaison entre autorités vétérinaires, en vue notamment de faciliter les échanges d'information entre les autorités compétentes des régions où a été délivré un certificat ou document sanitaires accompagnant les animaux et produits d'origine animale et les autorités compétentes de l'État membre de destination ».
À chaque étape du parcours, par exemple à l'entrée dans l'Union par un point d'inspection frontalier (PIF), un message électronique est émis par TRACES vers les acteurs concernés par ce mouvement de marchandises ou d'animaux. Si, à l'occasion d'un contrôle, un problème majeur de santé publique ou animale est identifié, la notification se double d'une notification dans le réseau d'alerte RASFF.
Gestion des listes d'établissements agréés des pays tiers
Sur la base du règlement 854/2004 du parlement européen, les établissements agréés sont les établissements des pays tiers agréés à l'importation de marchandises d'origine animale dans l'Union européenne. Ces établissements font l'objet d'une procédure d'accréditation conjointe des autorités vétérinaires de leurs pays et de la Commission européenne. La liste de ces établissements est disponible sur le site de l'UE et est incorporée dans TRACES  ce qui permet de compléter la case établissement lors de la rédaction du certificat.
Aide à la décision
TRACES met à disposition la législation de l'UE couvrant le champ d'application de chaque certificat, introduit les contrôles physiques, les contrôles renforcés et les mesures de sauvegardes applicables.
Traçabilité
C'est l'élément clef du système. TRACES archive les données concernant chaque importation ou mouvement dans l'UE de marchandises d'origine animale ou d'animaux ce qui permet de retracer instantanément les parcours en cas de problème majeur.
De la même façon, TRACES conserve toutes les données concernant les marchandises refusées à l'importation avec notamment le motif du refus.

## Systèmes similaires dans le monde

### Réseaux supranationaux
Réseaux supranationaux de gestion sanitaire des échanges d'animaux et de marchandises : 
- TRACES : Union européenne.
- AFSIS : Asean Food Security Information System : pays ASEAN plus Japon, Chine et Corée du sud. Ce réseau est essentiellement centré sur la collecte et l'échange d'informations sur la sécurité alimentaire mais préfigure peut-être l'équivalent d'un futur  réseau TRACES.

### Accords de libre-échange
Accords de libre-échange entre pays avec des répercussions sanitaires :
- MERCOSUR: communauté économique des pays d'Amérique du Sud.
- UNASUR créée le 23 mai 2008 vise plus ou moins les mêmes buts que l'UE.
- ALENA cite explicitement (art.712/713/714) les mesures sanitaires s'appliquant mais ne définit pas de réseau dédié.

Ces organisations, bien qu'au service du libre-échange entre pays, n'ont pas à ce jour poussé leur intégration au point de mettre en place un outil informatique de même nature que le réseau TRACES ce qui ralentit la fluidité des échanges malgré des accords douaniers.

## Conclusions
À la suite de l'échec[réf. nécessaire] des tentatives de réseaux ANIMO et SHIFT, TRACES s'est développé très rapidement et est emblématique de l'approfondissement des structures de l'Union européenne au service des citoyens dans le cadre du premier pilier[non neutre].
TRACES est sans équivalent dans le monde, si de nombreux pays utilisent une gestion informatique en réseau pour la certification sanitaire vétérinaire (la Nouvelle-Zélande, les États-Unis d'Amérique, le Canada par exemple), TRACES est le seul exemple d'intégration supra-nationale fonctionnel à l'échelle de 27 pays et de presque 500 millions d'habitants.[réf. nécessaire]